# 桂林薄鳅
桂林薄鳅（学名：Leptobotia guilinensis）为輻鰭魚綱鯉形目沙鳅科薄鳅属的鱼类，為亞熱帶淡水魚，是中国的特有物种。分布于珠江水系的漓江、沅江水系等，體長可達10公分。该物种的模式产地在广西桂林。其种加词“guilinensis”意为“广西桂林的”。